# Етивал Клерфонтен
Етивал Клерфонтен (фр. Etival-Clairefontaine) насеље је и општина у Француској у региону Лорена, у департману Вогези.
По подацима из 2011. године у општини је живело 2562 становника, а густина насељености је износила 94,47 становника/km².

## Демографија
| 1962. | 1968. | 1975. | 1982. | 1990. | 2011. |
| ----- | ----- | ----- | ----- | ----- | ----- |
| 2.345 | 2.305 | 2.240 | 2.231 | 2.328 | 2.562 |